# Jan van Steenbergen
Johannes Hendrik (Jan) van Steenbergen (né le 3 juin 1970 à Hoorn, Pays-Bas) est un linguiste, journaliste, interprète et traducteur néerlandais. Il est connu pour avoir créé plusieurs langues planifiées, notamment l'interslave et le wenedyk, et est considéré comme l'un des principaux auteurs de langues construites de notre époque.

## Biographie
Il est né en 1970 à Hoorn, en Hollande-Septentrionale (Pays-Bas). Au sortir du gymnasium d'Alkmaar, il étudie les études slaves et la musicologie à l'université d'Amsterdam et, ensuite, à l'université de Varsovie. Depuis 1997, il travaille aux Pays-Bas en tant qu'interprète et traducteur polonais. En 2021, il est devenu secrétaire du Parti travailliste (PvdA).
Van Steenbergen vit à IJmuiden. Il est marié et a trois enfants.

## Langues planifiées
En 1996, il a commencé à travailler sur une langue slave septentrionale fictive, le vuozgašchai. En 2002, il a créé le wenedyk (« vénédais »), une reconstruction de ce à quoi le polonais aurait ressemblé s'il avait été un descendant du latin vulgaire plutôt qu'une langue slave.
En 2006, il a été l'un des initiateurs de la langue panslave slovianski, rebaptisée medžuslovjansky (« interslave ») en 2011. Il a également coordonné un projet de création d'un dictionnaire électronique interslave. En 2022, l'interslave compte environ 20 000 locuteurs et a été usité dans le film The Painted Bird (2019),.
Depuis 2016, il est vice-président de la Société pour la création de langues (LCS). Pour ses contributions à la culture et à la science slaves, Van Steenbergen a reçu la médaille « Josef Dobrovský », du nom du fondateur de la langue littéraire tchèque, en 2013. En 2018, il a reçu la médaille « LE MOT VIF » de la Fondation Khovanski.